# David Oyite-Ojok
David Oyite-Ojok (né le 15 avril 1940 à Lira et mort le 2 décembre 1983) est un commandant militaire ougandais, dirigeant de la coalition entre l'Armée de libération nationale de l'Ouganda et les Forces de défense du peuple tanzanien qui a destitué Idi Amin en 1979. Jusqu'à sa mort en un accident d'hélicoptère, il sert comme chef d'état-major de l'armée nationale avec le grade de général de division.

## Carrière militaire avant 1979
D'ethnie Lango, Oyite Ojok naît dans le district de Lira le 15 avril 1940. Les premières sources existantes qui le mentionnent le font à la fin de sa vingtaine, alors qu'il est officier subalterne de l'armée sous le premier gouvernement du président Milton Obote.
Oyite-Ojok rejoint l'armée ougandaise (en) en 1963. En 1965, il forme des élèves-officiers à Jinja. Il est transféré du 1er bataillon au 4e bataillon le 7 février 1966 sur ordre de Shaban Opolot (en). À la fin du même mois, il est transféré au quartier général de l'armée et nommé sous-adjudant adjoint et quartier-maître général. En septembre 1970, alors qu'Idi Amin se rend aux funérailles de Gamal Abdel Nasser en tant que représentant de l'Ouganda, Obote nomme un nouveau chef d'état-major de la défense, le brigadier Suleman Hussein. Oyite-Ojok est l'un des principaux soutiens du président Obote dans l'armée. Il est à un moment envoyé en formation en Grande-Bretagne.
En 1971, Oyite-Ojok sert comme lieutenant-colonel, mais il est contraint de fuir son pays d'origine après le coup d'État de 1971 en Ouganda. S'installant en Tanzanie, Oyite-Ojok intègre l'armée de guérilla qu'Obote met en place pour reprendre le pouvoir. Tout en opérant en exil, Oyite-Ojok acquiert une réputation presque mythique en Ouganda. Des rumeurs raconte qu'il s'infiltre dans la capitale ougandaise et y fait la fête avec les habitants dans des boîtes de nuit populaires, demandant que les factures soient envoyées au président Amin. Ce dernier aurait répondu en mettant une prime de 70 000 $ sur la tête d'Oyite-Ojok. Il participe à l'invasion de l'Ouganda de 1972. Frappant depuis la Tanzanie, les rebelles attaquent en deux colonnes, et Oyite-Ojok aurait dirigé le groupe ciblant Masaka. Cependant, l'opération se termine avec une défaite majeure des rebelles,. Après cet échec, Obote réorganise ses forces restantes; il mobilise une « marine » de six bateaux sur le lac Victoria, qui mène des opérations de contrebande pour financer les rebelles et met en place un réseau souterrain en Ouganda. Oyite-Ojok se voit confier le commandement de la "marine" d'Obote.
L'armée ougandaise (1971-1980) (en) mène l'invasion de Kagera (en) à la fin 1978, entraînant le déclenchement de la guerre ougando-tanzanienne. Oyite-Ojok joue un rôle clé dans le regroupement des exilés militaires qui, avec le soutien des troupes tanzaniennes, mènent la contre-offensive qui aboutit au renversement d'Amin. Il est d'abord le commandant de terrain pour l'armée privée d'Obote, Kikosi Maalum, puis est nommé chef d'un bataillon de l'Armée de libération nationale de l'Ouganda (UNLA) en mars 1979. Avec cette dernière unité, il combat aux côtés des Tanzaniens dans le centre et l'est de l'Ouganda.
Oyite-Ojok gagne énormément en notoriété pendant la guerre. Certaines personnes, dont Tito Okello, lui ont attribué les victoires tanzaniennes lors de la bataille de Lukaya et de la chute de Kampala.

## Période de transition
Oyite Ojok devient membre, avec Yoweri Museveni, Paulo Muwanga et Tito Okello, de la Commission militaire, un puissant sous-comité du Front de libération nationale de l'Ouganda qui dirige le pays après le renversement d'Idi Amin. Comme la plupart des gens au pouvoir après la chute d'Amin, Oyite-Ojok accumule de grandes richesses illégalement. L'une de ses entreprises commerciales les plus réussies est l'exportation de café et il devient président du Coffee Making Board. Il reste fidèle à Obote qui se prépare à revenir de son exil. L'alliance des forces politiques au sein de l'UNLF sous le président Yusuf Lule se défait rapidement, notamment à cause de la rivalité tribale. Les peuples du Nord constituent l'essentiel de la nouvelle armée nationale, mais ceux du Sud et en particulier la tribu Buganda ont, pour la première fois depuis 1964, une influence politique et militaire significative.
En tant que chef d'état-major de l'UNLA dans son nouveau rôle d'armée nationale ougandaise, Oyite Ojok est censé rester neutre et au-dessus des conflits politiques. Il soutient inconditionnellement Obote, cependant. Il s'assure que l'armée nationale sous son commandement était majoritairement composée de Nordistes, comme lui. Au nord de l'Ouganda, le parti du Congrès du peuple ougandais et Obote, alors toujours en exil en Tanzanie, sont très populaires. Le retour d'Obote rencontre une opposition de la part de nombreux membres de l'UNLF, en particulier ceux du Bouganda qui rappellent que c'est Obote qui a détrôné le Kabaka du Bouganda (en) et l'a contraint à l'exil en 1966.
En mai 1980, Oyite Ojok acquiert plus de pouvoir lorsque le président, jusque-là considéré fantoche, Godfrey Binaisa le démet de ses fonctions de chef de l'armée dans le but de réduire le pouvoir de la Commission militaire. En réponse, la Commission militaire destitue Binaisa et déclare que le pays sera gouverné par une Commission présidentielle comprenant Muwanga, Museveni, Oyite Ojok et Okello. Bien que Muwanga soit le président, le véritable pouvoir est détenu par Oyite Ojok. Il a aussi un escadron de la mort personnel dirigé par le capitaine Patrick Ageta. Cette équipe de 30 hommes parcourt Kampala dans deux jeeps et assassine plusieurs opposants politiques au chef d'état-major.

## Retour de Milton Obote
La Commission présidentielle ouvre désormais la voie au retour d' Obote et organise les élections générales de 1980 en Ouganda (en). Oyite-Ojok fait campagne au nom d'Obote, utilisant son statut de « commandant légendaire » pour rallier les nordistes à sa cause. Fermement ancré dans les idées tribalistes, il est convaincu que les élections décideront quel groupe ethnique contrôlera la richesse de l'Ouganda. En dépit d'être un Lango ethnique, Oyite Ojok a réussi à gagner le soutien de nombreux Acholi traditionnellement marginalisés. Les élections de 1980 aboutissent à la victoire du Congrès des peuples ougandais d'Obote et à sa réélection, confirmant Oyite-Ojok comme chef d'état-major de l'armée. Museveni, qui a formé un parti politique rival, le Front patriotique ougandais, conteste le résultat et lance une guérilla contre le gouvernement.
En tant que chef d'état-major de l'armée, Oyite-Ojok est responsable du combat contre le Mouvement de résistance nationale de Museveni et du Mouvement pour la liberté ougandaise d'Andrew Kayiira (en) qui se battent pour renverser le gouvernement d'Obote. Il y arrive très bien, mais cela exige une importante brutalité contre la population dans les zones où opèrent les forces de la guérilla, surtout dans le district de Luweero et à Kampala. À Luweero, des milliers de civils sont tués par l'armée, en particulier dans une zone appelée le « triangle de Luweero ». À Kampala, l'armée et la police secrète procèdent à de nombreuses arrestations au hasard, impliquant souvent l'arrestation de centaines de personnes et leur chargement dans des camions conduits aux casernes de l'armée. Ce phénomène s'appelle Panda Gari (« Montez dans le camion ») et il instille une peur généralisée dans la capitale.
En 1983, les factions rebelles sont détruites. Cependant, des tensions apparaissent dans l'armée, alors qu'une rivalité se développe entre les deux tribus du nord qui dominent l'armée - les Langi (tribu d'Obote et Oyite Ojok) et les Acholi (de Tito Okello). La majorité des fantassins de l'armée sont des Acholi et ce sont eux qui ont subi le plus de pertes pendant la guerre, et on dit qu'ils veulent engager des pourparlers de paix avec les guérilleros. Pendant ce temps, les forces spéciales d'élite et la plupart des officiers les plus proches d'Obote sont Langi et farouchement opposés à toute négociation. Oyite-Ojok et Obote entrent en conflit alors que'Oyite-Ojok, qui a saisi les propriétés du Coffee Marketing Board, commence à amasser une fortune en exportant illégalement du café d'Ouganda. Oyite-Ojok affirme à Obote que c'est grâce à lui que ce dernier est au pouvoir.
Le 2 décembre 1983, Oyite-Ojok meurt dans un accident d'hélicoptère. Les guérilleros affirment avoir abattu son Bell 412, tandis que le gouvernement d'Obote dit que l'accident est le résultat d'une défaillance technique. Bientôt, des théories du complot émergent, alléguant qu'Obote a arrangé la mort de son commandant d'armée devenu trop puissant.